# Juan Mari Brás
Juan Mari Brás (* 2. Dezember 1925 in Mayagüez, Puerto Rico; † 10. September 2010 in Río Piedras, San Juan, Puerto Rico) war ein puerto-ricanischer Politiker, der sich für die Unabhängigkeit seiner Heimat einsetzte.

## Leben
Sein Vater war ein aktiver Vertreter der Unabhängigkeitsbewegung in Puerto Rico und nahm ihn oft zu politischen Treffen mit. 1943 gründete Mari Brás im Alter von 15 Jahren eine entsprechende Bewegung in seiner Highschool in Mayagüez und leitete das politische Radio-Programm Grito de la Patria.
1944 schrieb er sich an der Universität von Puerto Rico ein. 1946 war er Gründungsmitglied der Partido Independentista Puertorriqueño (PIP) von Gilberto Concepción de Gracia und wurde Präsident der Jugendabteilung der Partei. Zwei Jahre später luden die Studenten der Universität den nationalistischen Führer Pedro Albizu Campos als Gastredner auf den Campus von Río Piedras ein. Als der Präsident der Universität, Jaime Benítez, Albizu Campos den Zutritt verweigerte, antworteten die Studenten mit einem Streik. Mari Brás führte die Gruppe an, die anti-amerikanische Slogans rief und mit einer puerto-ricanischen Flagge in der Hand marschierte. Daraufhin wurden die protestierenden Studenten wegen der Angriffe auf die US-Regierung, die in dieser Zeit die Kontrolle über die Insel hatte, von der Universität verwiesen.
Mari Brás ging nach Florida, wo er seinen Bachelor-Abschluss erwarb und an der Georgetown University studierte. 1954 wollte er an der Law School der George Washington University Jura studieren, wurde aber abgewiesen und erwarb seinen Abschluss schließlich an der American University.
1959 gründete er das Pro-Independence Movement und die politische Zeitung Claridad, die links ausgerichtet war und drei Jahrzehnte unter seiner Leitung stand. 1971 wurde das Pro-Independence Movement in die Partido Socialista Puertorriqueño (PSP) umgewandelt. 1973 bezeichnete Mari Brás Puerto Rico bei einer Rede vor den Vereinten Nationen als „Kolonie“ der USA und verlangte die Beendigung dieses Zustands. Er war damit der erste Puerto-Ricaner, der dieses Thema ansprach. Im März 1976 wurde sein Sohn Santiago Mari Pesquera ermordet, während er selbst bei einer Kampagne unterwegs war; das Verbrechen wurde nie aufgeklärt.
Am 11. Juli 1994 sorgte er für eine juristische Kontroverse, als er bei der amerikanischen Botschaft in Caracas (Venezuela) seinen Verzicht auf die US-Staatsbürgerschaft erklärte. Vor Gericht warf man ihm vor, dass er mit dem Verzicht auf die Staatsbürgerschaft auch auf sein Wahlrecht in Puerto Rico verzichte. Die Gerichte entschieden zweimal zu seinen Gunsten. Das Thema sorgt weiterhin für Debatten.
Mari Brás zog sich aus der aktiven Politik zurück und wurde nicht mehr Präsident der aufgelösten PSP, erschien jedoch bei Veranstaltungen zur Unabhängigkeit und unterrichtete Jura an der Eugenio María de Hostos School of Law, die er vor mehr als einem Jahrzehnt in seiner Heimatstadt Mayagüez mitbegründete.
Am 25. Oktober 2006 erhielt er als erster Mensch ein Zertifikat zur puerto-ricanischen Staatsbürgerschaft vom Außenministerium Puerto Ricos, was das US-Außenministerium seitdem in Frage stellte. Nach dem Verzicht auf die US-Staatsbürgerschaft und mehr als zehn Jahren Rechtsstreit, in dem er beanspruchte, ein Bürger Puerto Ricos zu sein, erhielt er das Zertifikat. Der ehemalige Puerto Rico Supreme Court Associate Justice und Staatssekretär Baltasar Corrada del Río bezweifelte die Gültigkeit des Zertifikats und zitierte ein 1997 verabschiedetes und vom aktuellen Senatspräsidenten Kenneth McClintock autorisiertes Gesetz, das die US-Staatsbürgerschaft und Nationalität als Voraussetzung für die puerto-ricanische Staatsbürgerschaft festlegt. Mari Brás' Bemühungen haben eine öffentliche Debatte über dieses Thema ausgelöst.